# Дрозофіла
Дрозофі́ла (Drosophila) — рід комах ряду двокрилих. Розміри невеликі (до 3,5 мм), самиці більші за самців. Описано кілька тисяч видів. Широко розповсюджені по світу, найбільше різноманіття видів — у тропіках та субтропіках. Живляться соком гниючих рослин та мікроорганізмами. Личинки розвиваються у напіврідкому середовищі рослинних решток, що розкладаються. Тривалість циклу розвитку суттєво залежить від температури субстрату, а також від виду та становить від 7 до 60 діб. У природі мають значення як переносники дріжджових грибів.

## Каріотип
Дрозофілам властива невелика  кількість хромосом — 8, наявність політенних хромосом, велика кількість зовнішніх ознак, які можуть змінюватись внаслідок мутацій. 

## Використання в експериментальних дослідженнях
Дрозофіл легко  розводити в лабораторних умовах, вони мають короткий цикл розвитку, для спостереження за ними не потрібне складне обладнання. Внаслідок цього деякі види дрозофіл (зокрема Drosophila melanogaster) стали незамінним об'єктом при генетичних дослідженнях. На цих комахах були отримані перші експериментальні мутації та вивчені процеси мутагенезу. Томас Гант Морган, вивчаючи мутації дрозофіли, сформулював зі своїми учнями хромосомну теорію спадковості. На прикладах з дрозофілою можна спостерігати основні типи закономірностей спадковості, такі як наслідування зчеплених зі статтю ознак, закон розщеплення Менделя, явища зчеплення та відштовхування генів. Також можуть бути побудовані моделі генетичних хвороб за допомогою летальних генів. Крім того, на дрозофілах можуть досліджуватися генетичні закономірності популяцій.

## Живлення
У кишечнику дрозофіли постійно містяться дріжджі, здебільшого це види, що є на поверхні ягід і плодів. За сприятливих умов вони швидко розмножуються й утворюють значну біомасу, якою живляться личинки дрозофіли. Дорослі мушки, перелітаючи від рослини до рослини, розповсюджують дріжджі.

## Розмноження
Дрозофіли мають найбільші за розміром серед усіх живих організмів сперматозоїди.  Так, у Drosophila bifurca довжина сперматозоїдів досягає 5,8 см, що у 20 разів перевищує довжину тіла самих комах (сперматозоїди скручені у «клубки» діаметром близько 50 мкм, тобто 1/20 мм).

## Деякі види дрозофіл
- Дрозофіла чорночерева
- Drosophila bifurca
- Drosophila suzukii